# Otoscopia

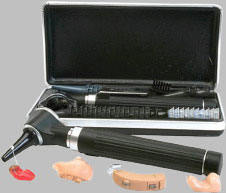
Otoscopio

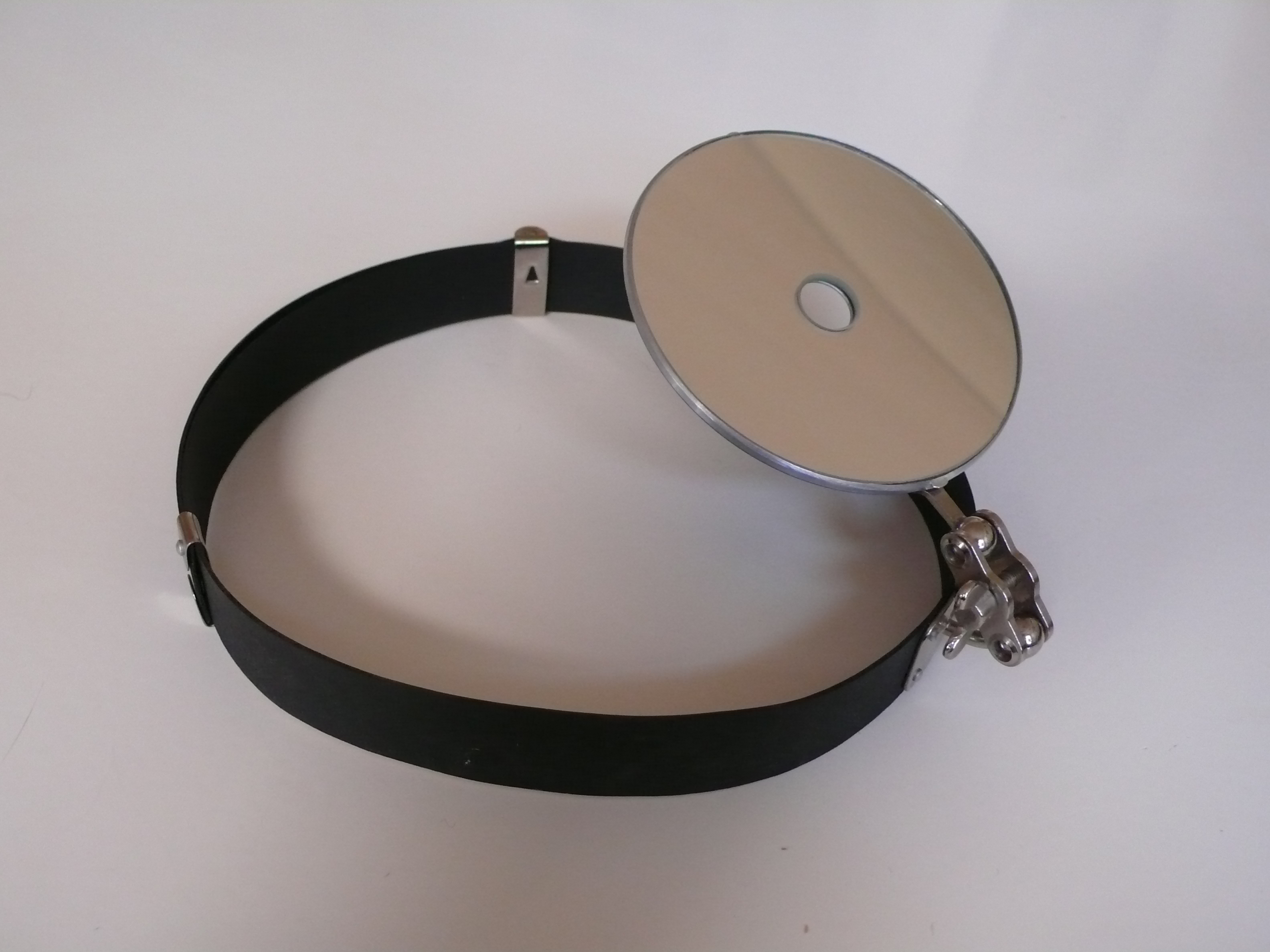
specchio frontale di Clar

L'otoscopia è l'esame dell'orecchio che avviene per via endoscopica, più frequentemente realizzato da un medico (generalista, pediatra oppure otorinolaringoiatra). L'esame viene effettuato al fine di visualizzare la membrana timpanica e il canale uditivo esterno. A questo scopo il medico utilizza uno strumento ottico specifico chiamato otoscopio. Raramente il medico può ritenere di utilizzare per la valutazione il solo speculum auricolare. In questo caso necessiterà di un piccolo specchio da posizionare sulla testa grazie ad una piccola fascia, al centro della fronte, con il quale dirigere la luce (naturale oppure di una lampada) nell'orecchio per l'esaminazione.

## Strumentazione
L'esame si esegue ricorrendo all'utilizzo di uno specifico strumento detto otoscopio.
L'otoscopio può essere idealmente suddiviso in una testa ed in un corpo che viene afferrato con una mano, similmente a come si fa con una maniglia.
Generalmente la struttura dello strumento è realizzata in materiale plastico oppure, negli otoscopi più professionali, in materiale metallico, per rendere lo strumento maggiormente durevole e di più facile pulizia. La testa contiene una sorgente di luce (negli strumenti più moderni alogena od a led) che ha lo scopo di produrre una illuminazione, omogenea e possibilmente priva di riflessi, del timpano e del condotto uditivo esterno. Sempre nella testa trova alloggiamento un'ampia lente di ingrandimento, in genere 3x, in vetro ottico ed antigraffio, per permettere una visione ingrandita e più precisa delle strutture che vengono ispezionate. La parte più anteriore (distale) della testa presenta un attacco per un auricolare in plastica, conico, di tipo usa e getta.

## Indicazioni
Nella pratica clinica l'otoscopia è l'esame principe per effettuare la diagnosi di otite media acuta.
La diagnosi otoscopica, in genere piuttosto semplice nelle mani di esaminatori esperti, può presentare problemi se non viene effettuata con la dovuta attenzione ed accuratezza e con una strumentazione adeguata.
Grazie alla otoscopia possono essere messi in evidenza corpi estranei all'interno del condotto uditivo esterno, malformazioni ed irregolarità, lesioni infiammatorie, tumori.
La corretta visualizzazione, in tutti i suoi settori, della membrana timpanica è molto importante in quanto permette di valutare l'insorgenza di infiammazioni e di patologie a carico dell'orecchio medio e, indirettamente, della tuba uditiva.

## Procedura
Va ricordato che un'accurata pulizia dell'orecchio è importante per l'esecuzione di una corretta otoscopia.
Per prima cosa l'esaminatore deve esercitare una trazione verso l'alto ed indietro sul padiglione auricolare. Questa manovra consente di ottenere un discreto raddrizzamento del condotto uditivo esterno, che fisiologicamente tende ad essere curvo.
Nel corso dell'esame è importante poggiare la mano che tiene l'otoscopio contro la testa del paziente per evitare lesioni accidentali al condotto uditivo. Sempre per tale motivo è opportuno mettere il dito indice o mignolo contro la testa. 
Va posta particolare attenzione alla osservazione del condotto uditivo, per evidenziarne la forma, la dolorabilità, l'eventuale presenza di materiale (essudato, corpi estranei, eczema). L'eventuale presenza di cerume può renderne necessaria la rimozione con irrigazione del canale auricolare con acqua tiepida. A tal fine si usa una siringa da 20–30 cm³ o di maggiore capacità.
Successivamente l'attenzione va rivolta alla membrana timpanica, che deve essere considerata come la finestra dell'orecchio medio, e che è convenzionalmente suddivisa in quattro quadranti: antero-superiore, antero-inferiore, postero-superiore e postero-inferiore: questa suddivisione è utile nella diagnosi di sede delle lesioni dell'orecchio medio.
L'esaminatore deve poter cogliere la posizione, il colore, la translucidità e mobilità della membrana timpanica. La membrana è di colore grigio perla, translucida e presenta specifici punti di repere: tra questi il processo corto del martello, la “pars flaccida”, il processo lungo del martello ed il ”triangolo luminoso”, un'area molto importante nella diagnosi di malattie dell'orecchio medio.
In caso di necessità in molti modelli è possibile procedere alla rimozione della lente, ed inserire una piccola strumentazione, che ad esempio può essere utilizzata per la rimozione di corpi estranei.

## Otoscopio pneumatico
Un otoscopio pneumatico è un normale otoscopio che però monta sulla testa operativa un dispositivo per inserire il sistema pompante. Tale sistema consiste in un tubo ed all'estremità un bulbo di gomma. Grazie all'otopneumoscopia si può valutare la pressione nell'orecchio medio del bambino misurando la mobilità della membrana timpanica in risposta alla pressione positiva e negativa esercitata dall'esaminatore. 
Se la membrana timpanica si muove normalmente è piuttosto improbabile che ci si trovi di fronte ad una effusione significativa nell'orecchio medio. Secondo alcuni Autori che hanno valutato l'accuratezza dei metodi diagnostici per determinare la presenza di effusione nell'orecchio medio nei bambini con otite media con effusione, l'otoscopia pneumatica fornirebbe valutazioni addirittura migliori rispetto all'impedenzometria ea alla reflettometria acustica.

## Interventi chirurgici
Alcune piccole operazioni chirurgiche possono essere effettuate per via otoscopia. Fra queste quelle certamente più frequenti sono l'asportazione di polipi del condotto uditivo, la paracentesi del timpano e piccole operazioni sulla staffa.